# 金井大
金井大（日语：／ Kanai Dai，1927年1月29日—2001年6月17日）是演员、声优。原名金井昭二，出生于群马县高崎市。

## 生平
虽然当过小学教师，但不久就转行成了演员。
1952年设立了剧团“泉座”。除了出演了新藤兼人导演的《第五福龙丸》、《竹山一人之旅》等电影之外，也在电视剧和舞台剧中担任配角演员。
在《水户黄门》等历史剧中，他因饰演恶德商人和流氓头目等反派角色而为人熟知。此外，金井大还给动画、西洋地区电影的配音。
2001年6月17日，因肺炎去世。享年74歲。

## 外部連結
- 金井大在互联网电影资料库（IMDb）上的資料（英文）